# INFORSE
International Network for Sustainable Energy (INFORSE) er et globalt netværk af 160 NGO'er der arbejder i mere end 60 lande for at fremme bæredygtig energianvendelse. 
INFORSE blev grundlagt i 1992 for at sikre opfølgning af de politiske beslutninger, som blev truffet på FN's konference om miljø og udvikling (UNCED), Earth Summit i Rio de Janeiro, Brasilien.
Organisationen for Vedvarende Energi (OVE) var medstifter af INFORSE i 1992. INFORSEs sekretariat var hos FEU fra 1992 til 2002. Fra 2002 huser Organisationen for Vedvarende Energi (OVE) og INFORSE-Europe sekretariatet.
Consultative Observer status hos FN's økonomiske og sociale råd og UNFCCC.
Deltagelse i:
- FN Commission on Sustainable Development (CSD) (CSD9, CSD14 and CSD15, New York) [1]
- UNFCCC (e.g., udstilling og side event, COP 14, Poznan, 2008 og COP15, København, 2009) [2] [3]
- Beijing International Renewable Energy Conference (BIREC 2005), Beijing, Kina [4]
- Renewables 2004, Bonn International Renewable Energy Conference [5]
- WSSD, World Summit on Sustainable Development (Earth Summit 2002), Johannesburg.

INFORSE-Europe er et netværk af 75 NGO'er fra 32 europæiske lande, som arbejder for bæredygtige energiløsninger for at beskytte miljøet og reducere fattigdom.
INFORSE udgiver tidsskriftet "Sustainable Energy News", der er udkommet 4 gange om året siden 1992.
Danske INFORSE medlemmer er: 
- Dansk International Bosætningsservice (DIB) – www.dib.dk
- NOAH (dansk miljøorganisation) – www.noah.dk,
- Nordisk Folkecenter for Vedvarende Energi – www.folkecenter.net
- Organisationen for Vedvarende Energi – www.ove.org
- Samsø Energiakademi – www.energiakademiet.dk